# Coelogyne tenompokensis
Coelogyne tenompokensis é uma espécie de orquídea epífita, família Orchidaceae, originária de Borneu.